# Brugspin
De brugspin (Larinioides sclopetarius) is een spinnensoort uit de familie van de wielwebspinnen (Araneidae). De spin komt voor in West- en Centraal-Europa en de oostelijke Verenigde Staten. De wetenschappelijke naam van de soort werd, als Araneus sclopetarius, in 1758 door Carl Alexander Clerck gepubliceerd.

## Kenmerken
De vrouwtjes bereiken een lengte van 10-14 millimeter, terwijl de mannetjes iets minder groot worden. Door zijn tekening en zijn leefgebied in Europa is de brugspin nauwelijks te verwarren met andere soorten van het geslacht Larinioides. Vooral donkere individuen kunnen echter verward worden met de platte wielwebspin, wiens opisthosoma ook sterk afgeplat is en die af en toe het leefgebied op gebouwen deelt met de brugspin. Bij de gespleten spin ontbreekt echter altijd het V-vormige kapsel op het prosoma en de "V" op de voorrand van het opisthosoma.

## Web
Het web is vrij grofmazig en heeft een diameter tot 70 centimeter. De brugspin weeft zijn web bijna altijd in hoeken van bruggen en gebouwen, vaak over water, en bevindt zich graag in de buurt van kunstlicht dat 's nachts insecten aantrekt. De dieren zijn in groten getale te vinden op geschikte objecten. De spin zit alleen 's nachts midden in het web. De spin verbergt zich overdag, maar is 's nachts in haar web aan te treffen.

## Verspreiding
De soort leeft in de arctische tot subtropische zones van de Holarctische regio, van IJsland en Ierland tot Japan, maar ook in Groenland en Amerika, van centraal Canada tot Midden-Amerika. Het komt voor in heel Europa.